# Burt Bales
Burt Bales (Stevensville (Montana), 20 april 1917 - San Francisco, 26 oktober 1989) was een Amerikaanse jazzpianist die stride (een jazzpianostijl) speelde.

## Biografie
Bales begon op zijn twaalfde piano te spelen en vanaf 1938 trad hij op in hotels en nachtclubs in Californië. In de jaren 40 werkte hij in San Francisco en speelde hij o.a. met Lu Watters´ Yerba Buena Jazz Band. Hij speelde in 1943 mee op opnames van Bunk Johnson. Hij was kort actief in het leger, maar vanwege zijn bijziendheid kon hij al snel weer vertrekken. Van 1943 tot 1946 leidde hij eigen groepen, daarna werd hij de huispianist in 1018 Club in San Francisco. Hij speelde bij Turk Murphy (1949–50), Bob Scobey en Marty Marsala. Tussen 1954 en 1966 speelde hij regelmatig in Pier 23, doorgaans als solist. In die jaren maakte hij veel opnames voor de platenlabels Good Time Jazz, Arhoolie, ABC-Paramount en Euphonic.

## Discografie (selectie)
- Burt Bales 1947-1961 (GHB, 1947–61) met Bob Hodes, Frank Big Boy Goudie, Al Conger
- They Tore My Playhouse Down ... But at Least I've Still Got My Bales and Lingle Records (Good Time Jazz, 1949), solo